# Dr. Plonk
Pour plus de détails, voir Fiche technique et Distribution.
Dr. Plonk est un film australien réalisé par Rolf de Heer, sorti en 2007.

## Fiche technique
- Titre français : Dr. Plonk
- Réalisation : Rolf de Heer
- Scénario : Rolf de Heer
- Pays d'origine : Australie
- Format : Noir et blanc - 35 mm - 1,37:1 - Dolby Digital
- Genre : action, comédie, science-fiction
- Durée : 85 minutes
- Date de sortie : 2007

## Distribution
- Nigel Martin : Dr. Plonk
- Paul Blackwell : Paulus
- Magda Szubanski : Mrs. Plonk
- Wayne Anthoney : le premier ministre Stalk
- Phoebe Paterson de Heer : servante maltraitée
- Bogdan Koca : policier KO
- Quentin Kenihan : homme dans le tramway
- Sam Brooks : Chauffeur & clown
- Celine O'Leary : femme sur un banc
- Joey Kennedy : femme sur un banc
- Joanna McGovern : femme sur un banc
- Jeff Lang : vieil homme irascible / policier
- Joshua Jaeger : policier au jardin botanique
- Pip Schapel : fille hippie
- Chris Farrant : homme avec chien